# 托爾滕河

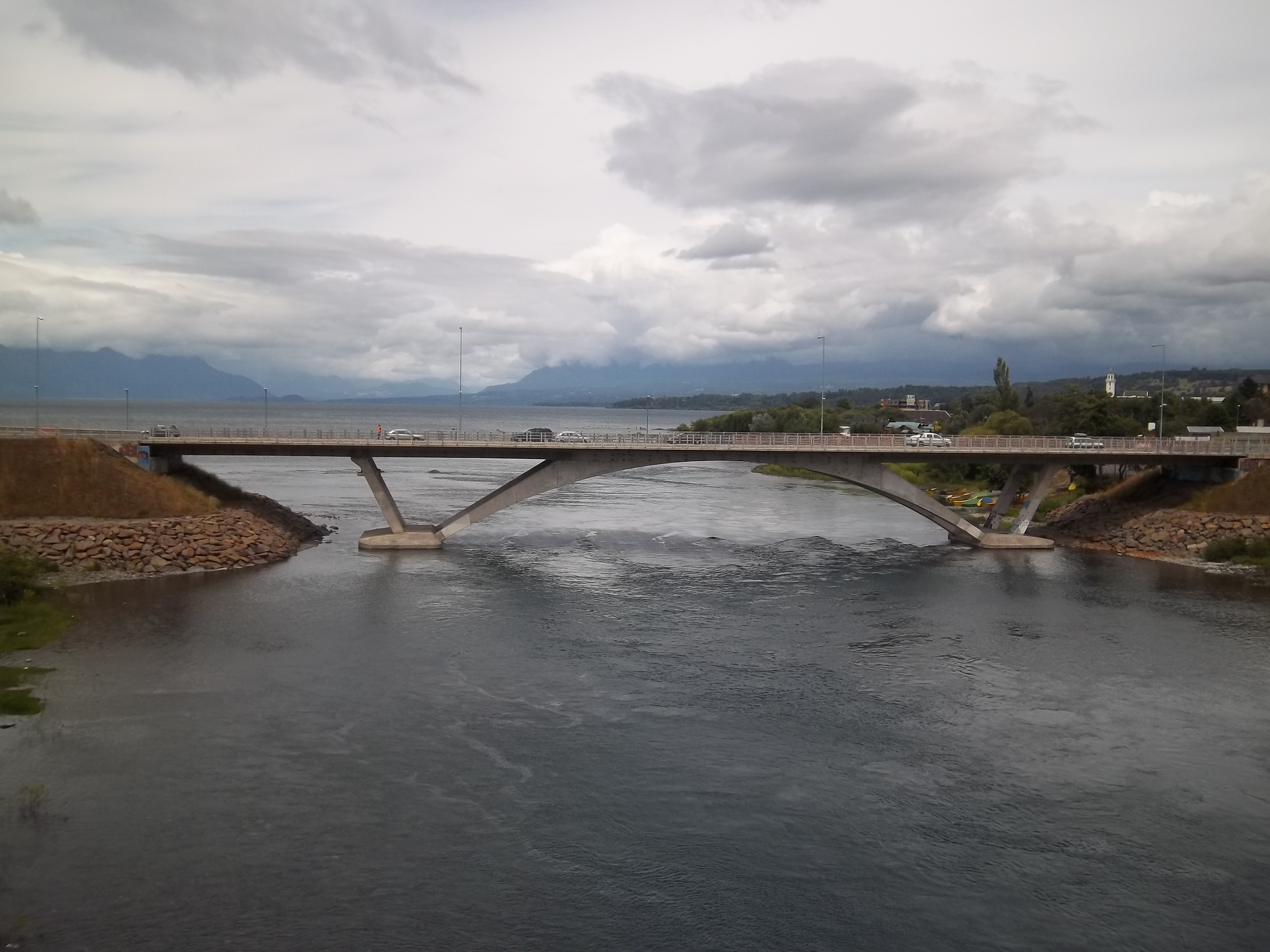
托爾滕河河口

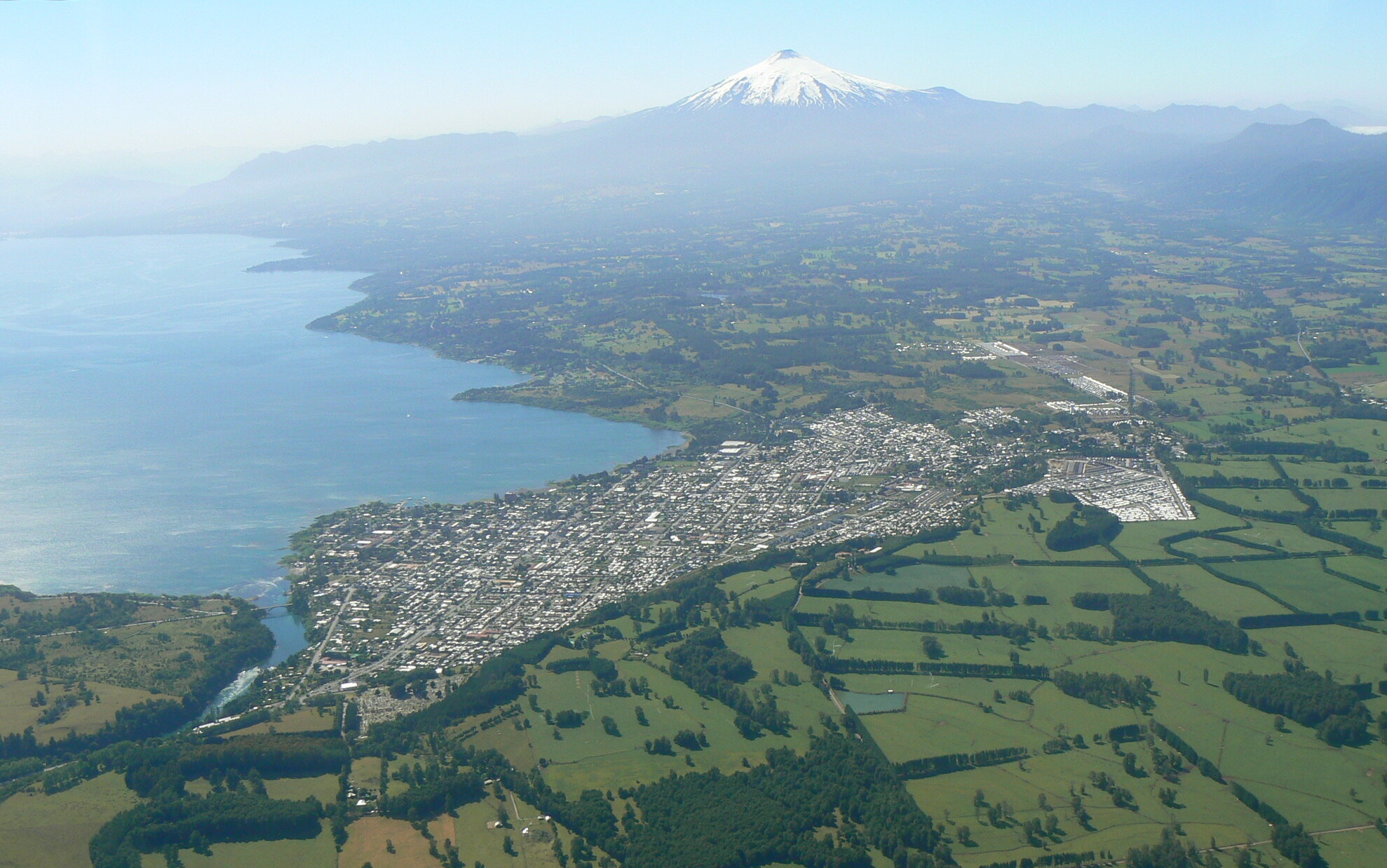
俯瞰托爾滕河河口（左下）

托爾滕河（西班牙語：Río Toltén）是智利的河流，發源自比亞里卡湖，由阿勞卡尼亞大區負責管轄，河道全長123公里，流域面積8,398平方公里，河畔城鎮有皮特魯夫肯、特奧多羅施米特和新托爾滕。

## 外部連結
- Toltén River Map

38°59′S 72°38′W / 38.983°S 72.633°W